# Twipsy
Twipsy foi a mascote oficial da feira mundial Expo 2000 realizada em Hannover. O personagem foi criado pelo designer espanhol Javier Mariscal. O seu projeto foi selecionado em 1995 por um júri internacional de entre 17 propostas no total. Durante o decorrer da Expo, o Twipsy pôde ser adquirido na área da EXPO em formas de mercadoria, que vão desde um brinquedo de pelúcia recheado, até vestuário como camisetas, canecas, relógios e outras lembranças, além daqueles com o logotipo da EXPO. Além disso, selos mostrando Twipsy foram lançados, e versões em tamanho real de Twipsy estavam rodando na área da EXPO e anunciando para a EXPO em outros países.

## Aparência
Twipsy tem um corpo listrado colorido em forma de gota e uma cabeça amarela demilune com um grande nariz de cor turquesa. A área ao redor dos olhos, a extensão na parte de trás da cabeça e o queixo são pretos. Ele está usando um sapato pontiagudo de salto alto, bem como um sapato arredondado. Ele também tem um braço "normal" fino e um braço laranja de grandes dimensões (que se assemelha a uma asa). O esquema de cores pode variar dependendo da versão.

### Seleção
Durante um concurso de design em 1995 para eleger a mascote oficial ideal para a Expo 2000 em Hannover, Twipsy foi escolhido entre 17 propostas no total por um júri internacional, apesar de receber apenas 1% dos votos do público.
Segundo Mariscal, Twipsy é uma explosão de energia que veio "... de um passado distante como é o Big Bang, uma faísca em expansão que se tornou uma estrela, uma célula, um invertebrado, um réptil, um pássaro, um mamífero..." e na sua forma atual.
Além disso, Mariscal afirmou que era sua intenção "... encarnar os aspetos triangulares do tema-chave "Humanidade - Natureza - Tecnologia" numa figura... portanto, [Twipsy] assemelha-se a um novo tipo de ser, uma nova espécie humana-animal-tecnológica." Além disso, Twipsy "... harmoniz[d] com o desenho corporativo da [EXPO],", e foi também "... adaptável em termos de forma e cor, e [portanto] um parceiro lúdico e informativo adequado para o logótipo da EXPO."

## Séries de TV
Em 1 de novembro de 1999, a série animada Twipsy foi ao ar no canal de TV alemão Der Kinderkanal com 52 episódios curtos, 13 minutos cada. Eles foram muitas vezes emparelhados para fazer 26 episódios, tendo uma duração total de 25 minutos por par. Sete meses antes do início da EXPO 2000, a estreia da série foi usada para acostumar as crianças com a próxima Exposição Mundial, no entanto, se concentrou apenas na história de fundo do personagem, e não tinha conexão com a Expo. No primeiro episódio, Nick, de 13 anos, é puxado por acidente para o Ciberespaço. Ele então conhece o colorido e feio cybermessenger Twipsy, que apresenta Nick ao reino virtual. Nick fica com saudades de casa e Twipsy o envia de volta para o mundo real, enquanto inadvertidamente acaba lá também.

## Exibição

### No Brasil
No Brasil, o canal foi exibido pela emissora Discovery Kids no ínicio dos anos 2000

### Em Portugal
Em Portugal, foi exibido pelo Canal Panda, com dobragem espanhol, legendada em português entre 2001 e 2002, mais tarde foi exibido pela RTP2 (Na altura era a 2:) com a primeira dobragem portuguesa, e entre 2012 e 2013, foi exibido pela segunda vez no Canal Panda, com Dobragem Portuguesa (Diferente da RTP).